# Edmund Stadler (Theaterwissenschaftler)
Edmund Stadler (* 3. April 1912 in Luzern; † 21. März 2005 in Muri bei Bern, katholisch, heimatberechtigt in Zug) war ein Schweizer Theaterwissenschaftler.

## Leben
Edmund Stadler, Sohn des Edmund Stadler senior und der Maria geborene de Tognola, belegte nach der Matura in den Jahren 1931 bis 1936 Studien der Theaterwissenschaften, Germanistik, Romanistik und Kunstgeschichte an der Universität München. 1937 war Stadler Ausstellungsgestalter in Frankfurt am Main und bis 1946 wissenschaftlicher Assistent bei Carl Niessen in Köln sowie Mitarbeiter in dessen privaten Theatersammlung. Als am 31. Mai 1942 Köln bombardiert wurde, nahm auch das Theatermuseum Schaden und Stadler bemühte sich mit einer Mitarbeiterin und Niessen, so viel wie möglich davon zu retten. 1949 wurde er in Köln zum Dr. phil. promoviert.
Er war von 1946 bis 1977 Vorstandsmitglied der Schweizerischen Gesellschaft für Theaterkultur (SGTK) und Konservator der Schweizerischen Theatersammlung, einer Stiftung mit Sitz in Bern. In dieser Funktion versuchte er nach dem Zweiten Weltkrieg die wertvolle private Sammlung Niessen in die Schweiz zu bringen, doch verfügte Niessen eine Schenkung an die Stadt Köln. im Jahr Stadler erweiterte die Schweizerische Theatersammlung wesentlich und förderte deren Ausstellungstätigkeit.
Edmund Stadler hatte in den Jahren 1947 bis 1982 theaterwissenschaftliche Lehraufträge an den Universitäten Zürich und Bern – dort wurde er 1971 zum Honorarprofessor ernannt. Von 1956 bis 1975 war Stadler Herausgeber des Schweizer Theaterjahrbuchs sowie Redaktor des Mitteilungsblatts Mimos der Schweizerischen Gesellschaft für Theaterkultur. Im Jahr 1954 war er Mitgründer von drei internationalen theaterforschenden Institutionen; anschliessend diente er ihnen als Vorstandsmitglied. 1990 wurde ihm die Ehrenmitgliedschaft der Fédération Internationale pour la Recherche Théâtrale verliehen.
Stadler verstarb knapp vor Vollendung seines 93. Lebensjahres; er war unverheiratet.

## Schriften
- Bernische Theatergeschichte, Verlag E. Stadler, 1950
- Das schweizerische Bühnenbild von Appia bis heute: Ausstellung der Schweizerischen Gesellschaft für Theaterkultur, In: Band 7 von Schriften der Schweizerischen Gesellschaft für Theaterkultur, Theaterkultur-Verlag, 1951
- Adolphe Appia und Richard Wagner, Buchdruckerei Aschmann & Scheller, 1953
- Die Entstehung des nationalen Landschaftstheaters in der Schweiz, In: Band 2 von Das neuere Freilichttheater in Europa und Amerika, Verlag Waldstatt, 1953
- Hans Reinhart: dem Förderer der schweizerischen Theaterkultur, Schweizerische Gesellschaft für Theaterkultur, 1957
- Das Berufstheater in der deutschen Schweiz, 1959
- Friedrich Schiller "Wilhelm Tell" und die Schweiz, In: Ausgabe 28 von Bibliothek, Bern (Switzerland). Schweizerisches Gutenbergmuseum, Verlag des Schweizerischen Gutenbergmuseums, 1960
- Schweizer Schultheater 1946-1966, In: Band 33 von Schweizer Theater-Jahrbuch der Schweizerischen Gesellschaft für Theaterkultur, Theaterkultur-Verlag, 1967
- Max Reinhardt und die Schweiz, Müller, 1973
- Schul- und Jugendtheater der Stadt Bern im Barock, In: Berner Zeitschrift für Geschichte und Heimatkunde, Staatsarchiv des Kantons Bern, 1982